# On Every Street World Tour
On Every Street World Tour è la tournée dei Dire Straits che ebbe luogo dal 23 agosto 1991 al 9 ottobre 1992.
I due concerti tenuti rispettivamente all'Arena di Nîmes il 21 maggio 1992 e allo Stadion Feijenoord di Rotterdam il 29 maggio 1992 vennero documentati nell'album On the Night, che conseguì una popolarità considerevole per un disco dal vivo; le tracce rimaste escluse dal CD per ragioni di spazio, oltre ad essere inserite nelle versioni video dell'album, furono distribuite come EP con il titolo di Encores.

## Formazione

### Dire Straits
- Mark Knopfler – voce e chitarra
- John Illsley – basso e cori
- Alan Clark – tastiere
- Guy Fletcher – tastiere e cori

### Altri musicisti
- Phil Palmer – chitarra e cori
- Chris Whitten – batteria
- Paul Franklin – pedal steel guitar
- Chris White – sassofono, flauto traverso e cori
- Danny Cummings – percussioni e cori

## Concerti
Europa
1. 23 agosto 1991 – Point Depot, Dublino,  Irlanda
2. 24 agosto 1991 – Point Depot, Dublino,  Irlanda
3. 25 agosto 1991 – Point Depot, Dublino,  Irlanda
4. 26 agosto 1991 – Point Depot, Dublino,  Irlanda
5. 27 agosto 1991 – Point Depot, Dublino,  Irlanda
6. 30 agosto 1991 – Sheffield Arena, Sheffield,  Regno Unito
7. 31 agosto 1991 – Sheffield Arena, Sheffield,  Regno Unito
8. 1º settembre 1991 – Sheffield Arena, Sheffield,  Regno Unito
9. 2 settembre 1991 – Sheffield Arena, Sheffield,  Regno Unito
10. 3 settembre 1991 – Sheffield Arena, Sheffield,  Regno Unito
11. 5 settembre 1991 – National Exhibition Centre, Birmingham,  Regno Unito
12. 6 settembre 1991 – National Exhibition Centre, Birmingham,  Regno Unito
13. 7 settembre 1991 – National Exhibition Centre, Birmingham,  Regno Unito
14. 8 settembre 1991 – National Exhibition Centre, Birmingham,  Regno Unito
15. 9 settembre 1991 – National Exhibition Centre, Birmingham,  Regno Unito
16. 11 settembre 1991 – Scottish Exhibition and Conference Centre, Glasgow,  Regno Unito
17. 12 settembre 1991 – Scottish Exhibition and Conference Centre, Glasgow,  Regno Unito
18. 13 settembre 1991 – Scottish Exhibition and Conference Centre, Glasgow,  Regno Unito
19. 14 settembre 1991 – Scottish Exhibition and Conference Centre, Glasgow,  Regno Unito
20. 16 settembre 1991 – Wembley Arena, Londra,  Regno Unito
21. 17 settembre 1991 – Wembley Arena, Londra,  Regno Unito
22. 18 settembre 1991 – Wembley Arena, Londra,  Regno Unito
23. 19 settembre 1991 – Wembley Arena, Londra,  Regno Unito
24. 20 settembre 1991 – Wembley Arena, Londra,  Regno Unito
25. 23 settembre 1991 – Westfalenhallen, Dortmund,  Germania
26. 24 settembre 1991 – Westfalenhallen, Dortmund,  Germania
27. 25 settembre 1991 – Westfalenhallen, Dortmund,  Germania
28. 26 settembre 1991 – Stadthalle, Brema,  Germania
29. 27 settembre 1991 – Stadthalle, Brema,  Germania
30. 28 settembre 1991 – Ahoy Rotterdam,  Paesi Bassi
31. 29 settembre 1991 – Ahoy Rotterdam,  Paesi Bassi
32. 30 settembre 1991 – Ahoy Rotterdam,  Paesi Bassi
33. 1º ottobre 1991 – Forest National, Bruxelles,  Belgio
34. 2 ottobre 1991 – Forest National, Bruxelles,  Belgio
35. 3 ottobre 1991 – Palais Omnisports de Bercy, Parigi,  Francia
36. 4 ottobre 1991 – Palais Omnisports de Bercy, Parigi,  Francia
37. 5 ottobre 1991 – Palais Omnisports de Bercy, Parigi,  Francia
38. 7 ottobre 1991 – Festhalle, Francoforte sul Meno,  Germania
39. 8 ottobre 1991 – Festhalle, Francoforte sul Meno,  Germania
40. 9 ottobre 1991 – Festhalle, Francoforte sul Meno,  Germania
41. 11 ottobre 1991 – Olympiahalle, Monaco di Baviera,  Germania
42. 12 ottobre 1991 – Olympiahalle, Monaco di Baviera,  Germania
43. 14 ottobre 1991 – Hallenstadion, Zurigo,  Svizzera

Australia e Nuova Zelanda
1. 29 ottobre 1991 – Entertainment Centre, Sydney,  Australia
2. 30 ottobre 1991 – Entertainment Centre, Sydney,  Australia
3. 31 ottobre 1991 – Entertainment Centre, Sydney,  Australia
4. 1º novembre 1991 – Entertainment Centre, Sydney,  Australia
5. 2 novembre 1991 – Entertainment Centre, Sydney,  Australia
6. 3 novembre 1991 – Entertainment Centre, Sydney,  Australia
7. 4 novembre 1991 – Entertainment Centre, Sydney,  Australia
8. 5 novembre 1991 – Entertainment Centre, Sydney,  Australia
9. 7 novembre 1991 – Entertainment Centre, Brisbane,  Australia
10. 8 novembre 1991 – Entertainment Centre, Brisbane,  Australia
11. 9 novembre 1991 – Entertainment Centre, Brisbane,  Australia
12. 10 novembre 1991 – Entertainment Centre, Brisbane,  Australia
13. 11 novembre 1991 – Entertainment Centre, Brisbane,  Australia
14. 13 novembre 1991 – Flinders Park National Tennis Centre, Melbourne,  Australia
15. 14 novembre 1991 – Flinders Park National Tennis Centre, Melbourne,  Australia
16. 15 novembre 1991 – Flinders Park National Tennis Centre, Melbourne,  Australia
17. 16 novembre 1991 – Flinders Park National Tennis Centre, Melbourne,  Australia
18. 17 novembre 1991 – Flinders Park National Tennis Centre, Melbourne,  Australia
19. 18 novembre 1991 – Flinders Park National Tennis Centre, Melbourne,  Australia
20. 14 dicembre 1991 – Lancaster Park, Christchurch,  Nuova Zelanda
21. 20 dicembre 1991 – Athletic Park, Wellington,  Nuova Zelanda
22. 21 dicembre 1991 – Athletic Park, Wellington,  Nuova Zelanda

America del Nord
1. 30 gennaio 1992 – ARCO Arena, Sacramento, California,  Stati Uniti
2. 31 gennaio 1992 – Lawlor Events Centre, Reno, Nevada,  Stati Uniti
3. 1º febbraio 1992 – Oakland Coliseum, San Francisco, California,  Stati Uniti
4. 2 febbraio 1992 – Oakland Coliseum, San Francisco, California,  Stati Uniti
5. 4 febbraio 1992 – Selland Coliseum, Fresno, California,  Stati Uniti
6. 5 febbraio 1992 – Sports Arena, San Diego, California,  Stati Uniti
7. 6 febbraio 1992 – Bally's, Las Vegas, Nevada,  Stati Uniti
8. 7 febbraio 1992 – Great Western Forum, Los Angeles, California,  Stati Uniti
9. 8 febbraio 1992 – Great Western Forum, Los Angeles, California,  Stati Uniti
10. 10 febbraio 1992 – Veterans Memorial Coliseum, Phoenix, Arizona,  Stati Uniti
11. 13 febbraio 1992 – Summit, Houston, Texas,  Stati Uniti
12. 14 febbraio 1992 – Reunion Arena, Dallas, Texas,  Stati Uniti
13. 16 febbraio 1992 – Kemper Arena, Kansas City, Missouri,  Stati Uniti
14. 17 febbraio 1992 – Illinois University, Champaign, Illinois,  Stati Uniti
15. 18 febbraio 1992 – Rosemont Horizon, Chicago, Illinois,  Stati Uniti
16. 19 febbraio 1992 – Palace Of Auburn Hills, Detroit, Michigan,  Stati Uniti
17. 20 febbraio 1992 – Richfield Coliseum, Cleveland, Ohio,  Stati Uniti
18. 21 febbraio 1992 – University, Dayton, Ohio,  Stati Uniti
19. 23 febbraio 1992 – Meadowlands Arena, East Rutherford, New Jersey,  Stati Uniti
20. 24 febbraio 1992 – Capital Centre, Largo, Maryland,  Stati Uniti
21. 25 febbraio 1992 – Broome County Arena, Binghamton, New York,  Stati Uniti
22. 26 febbraio 1992 – Madison Square Garden, New York, New York,  Stati Uniti
23. 28 febbraio 1992 – Nassau Coliseum, Uniondale, New York,  Stati Uniti
24. 29 febbraio 1992 – Knickerbocker Arena, Albany, New York,  Stati Uniti
25. 1º marzo 1992 – Civic Center, Providence, Rhode Island,  Stati Uniti
26. 2 marzo 1992 – Spectrum, Philadelphia, Pennsylvania,  Stati Uniti
27. 3 marzo 1992 – Spectrum, Philadelphia, Pennsylvania,  Stati Uniti
28. 4 marzo 1992 – War Memorial, Syracuse, New York,  Stati Uniti
29. 5 marzo 1992 – Centrum, Worcester, Massachusetts,  Stati Uniti
30. 6 marzo 1992 – Civic Centre, Hartford, Connecticut,  Stati Uniti
31. 9 marzo 1992 – Metro Centre, Halifax, Nova Scotia,  Canada
32. 10 marzo 1992 – Metro Centre, Halifax, Nova Scotia,  Canada
33. 11 marzo 1992 – Coliseum, Moncton, New Brunswick,  Canada
34. 12 marzo 1992 – Colisee, Québec City, Québec,  Canada
35. 13 marzo 1992 – Forum, Montreal,  Canada
36. 14 marzo 1992 – Civic Arena, Ottawa, Québec,  Canada
37. 16 marzo 1992 – Civic Arena, Ottawa, Québec,  Canada
38. 17 marzo 1992 – Copps Coliseum, Hamilton, Ontario,  Canada
39. 19 marzo 1992 – Maple Leaf Gardens, Toronto, Ontario,  Canada
40. 20 marzo 1992 – Maple Leaf Gardens, Toronto, Ontario,  Canada
41. 21 marzo 1992 – Arena, Sudbury, Ontario,  Canada
42. 24 marzo 1992 – Arena, Winnipeg, Manitoba,  Canada
43. 26 marzo 1992 – Agridome, Regina, Saskatchewan,  Canada
44. 27 marzo 1992 – Saskatchewan Place, Saskatoon, Saskatchewan,  Canada
45. 28 marzo 1992 – Northlands Coliseum, Edmonton, Alberta,  Canada
46. 29 marzo 1992 – Saddledome, Calgary, Alberta,  Canada
47. 30 marzo 1992 – Olympic Saddledome, Calgary, Alberta,  Canada
48. 31 marzo 1992 – P.N.E., Vancouver, British Columbia,  Canada
49. 1º aprile 1992 – P.N.E., Vancouver, British Columbia,  Canada
50. 3 aprile 1992 – Spokane Coliseum, Spokane, Washington,  Stati Uniti
51. 4 aprile 1992 – Coliseum, Seattle, Washington,  Stati Uniti
52. 6 aprile 1992 – Memorial Coliseum, Portland, Oregon,  Stati Uniti

Europa
1. 18 aprile 1992 – Galaxy, Metz,  Francia
2. 19 aprile 1992 – Galaxy, Metz,  Francia
3. 20 aprile 1992 – Halle Tony Garnier, Lione,  Francia
4. 21 aprile 1992 – Halle Tony Garnier, Lione,  Francia
5. 22 aprile 1992 – Palais Des Sports, Grenoble,  Francia
6. 24 aprile 1992 – Palais Omnisports de Bercy, Parigi,  Francia
7. 25 aprile 1992 – Palais Omnisports de Bercy, Parigi,  Francia
8. 26 aprile 1992 – Palais Omnisports de Bercy, Parigi,  Francia
9. 27 aprile 1992 – Palais Omnisports de Bercy, Parigi,  Francia
10. 28 aprile 1992 – Palais Omnisports de Bercy, Parigi,  Francia
11. 29 aprile 1992 – Palais Omnisports de Bercy, Parigi,  Francia
12. 30 aprile 1992 – Palais Omnisports de Bercy, Parigi,  Francia
13. 2 maggio 1992 – Parc de Penfold, Brest,  Francia
14. 4 maggio 1992 – La Patinoire, Bordeaux,  Francia
15. 5 maggio 1992 – Velódrome de Anoeta, San Sebastian,  Spagna
16. 6 maggio 1992 – Velódrome de Anoeta, San Sebastian,  Spagna
17. 8 maggio 1992 – Plaza de Toros Monumental, Barcellona,  Spagna
18. 9 maggio 1992 – Plaza de Toros Monumental, Barcellona,  Spagna
19. 10 maggio 1992 – Plaza de Toros Monumental, Barcellona,  Spagna
20. 13 maggio 1992 – Estadio Vicente Calderón, Madrid,  Spagna
21. 16 maggio 1992 – Estadio de Alvalade, Lisbona,  Portogallo
22. 19 maggio 1992 – Les Arènes, Nîmes,  Francia
23. 20 maggio 1992 – Les Arènes, Nîmes,  Francia
24. 21 maggio 1992 – Les Arènes, Nîmes,  Francia
25. 24 maggio 1992 – Stade de la Beaujoire, Nantes,  Francia
26. 27 maggio 1992 – Werchter Festival, Bruxelles,  Belgio
27. 29 maggio 1992 – Stadion Feijenoord, Rotterdam,  Paesi Bassi
28. 30 maggio 1992 – Stadion Feijenoord, Rotterdam,  Paesi Bassi
29. 31 maggio 1992 – Stadion Feijenoord, Rotterdam,  Paesi Bassi
30. 1º giugno 1992 – Stadion Feijenoord, Rotterdam,  Paesi Bassi
31. 3 giugno 1992 – Earl's Court, Londra,  Regno Unito
32. 4 giugno 1992 – Earl's Court, Londra,  Regno Unito
33. 5 giugno 1992 – Earl's Court, Londra,  Regno Unito
34. 6 giugno 1992 – Earl's Court, Londra,  Regno Unito
35. 7 giugno 1992 – Earl's Court, Londra,  Regno Unito
36. 8 giugno 1992 – Earl's Court, Londra,  Regno Unito
37. 11 giugno 1992 – Cardiff Arms Park, Cardiff,  Regno Unito
38. 13 giugno 1992 – International Stadium, Gateshead,  Regno Unito
39. 16 giugno 1992 – Football Ground, Manchester,  Regno Unito
40. 18 giugno 1992 – Ipswich Town Football Club, Ipswich,  Regno Unito
41. 20 giugno 1992 – Woburn Abbey, Bedfordshire,  Regno Unito
42. 25 giugno 1992 – La Pontaise, Losanna,  Svizzera
43. 27 giugno 1992 – Fussballstadion St.Jakob, Basilea,  Svizzera
44. 28 giugno 1992 – Fussballstadion St.Jakob, Basilea,  Svizzera
45. 30 giugno 1992 – Hanns-Martin-Schleyer-Halle, Stoccarda,  Germania
46. 3 luglio 1992 – Praterstadion, Vienna,  Austria
47. 5 luglio 1992 – Fussballstadion, Linz,  Austria
48. 7 luglio 1992 – Waldstadion, Francoforte sul Meno,  Germania
49. 9 luglio 1992 – Wildparkstadion, Karlsruhe,  Germania
50. 11 luglio 1992 – Olympiastadion, Monaco di Baviera,  Germania
51. 13 luglio 1992 – Zeppelinfeld, Norimberga,  Germania
52. 15 luglio 1992 – Alsterdorfer Sporthalle, Amburgo,  Germania
53. 16 luglio 1992 – Alsterdorfer Sporthalle, Amburgo,  Germania
54. 17 luglio 1992 – Mungersdorfer Stadion, Colonia,  Germania
55. 18 luglio 1992 – Mungersdorfer Stadion, Colonia,  Germania
56. 20 luglio 1992 – Waldbühne Amphitheatre, Berlino,  Germania
57. 21 luglio 1992 – Waldbühne Amphitheatre, Berlino,  Germania
58. 22 luglio 1992 – Waldbühne Amphitheatre, Berlino,  Germania
59. 25 luglio 1992 – Weserstadion, Brema,  Germania
60. 27 luglio 1992 – Gentofte Stadium, Copenaghen,  Danimarca
61. 28 luglio 1992 – Gentofte Stadium, Copenaghen,  Danimarca
62. 30 luglio 1992 – Vallehovin Stadium, Oslo,  Norvegia
63. 31 luglio 1992 – Café Opera, Stoccolma,  Svezia
64. 1º agosto 1992 – Olympic Stadium, Stoccolma,  Svezia
65. 4 agosto 1992 – Olympic Stadium, Helsinki,  Finlandia
66. 7 agosto 1992 – Ice Stadium, Göteborg,  Svezia
67. 8 agosto 1992 – Ice Stadium, Göteborg,  Svezia
68. 20 agosto 1992 – Estadio Municipal de Balaidos, Vigo,  Spagna
69. 22 agosto 1992 – Estadio del Molinón, Gijón,  Spagna
70. 25 agosto 1992 – Estadio Sao Luis, Faro,  Portogallo
71. 27 agosto 1992 – Campo de Fútbol Municipal, Marbella,  Spagna
72. 29 agosto 1992 – Campo de Fútbol Principe Felipe, Cáceres,  Spagna
73. 31 agosto 1992 – Plaza de Toros, Pamplona,  Spagna
74. 1º settembre 1992 – Plaza de Toros Vista Alegre, Bilbao,  Spagna
75. 3 settembre 1992 – Parc Lescure, Bordeaux,  Francia
76. 5 settembre 1992 – Stade de L'Ouest, Nizza,  Francia
77. 7 settembre 1992 – Forum di Assago, Milano,  Italia
78. 8 settembre 1992 – Forum di Assago, Milano,  Italia
79. 9 settembre 1992 – Forum di Assago, Milano,  Italia
80. 10 settembre 1992 – Forum di Assago, Milano,  Italia
81. 11 settembre 1992 – Arena, Verona,  Italia
82. 12 settembre 1992 – Arena, Verona,  Italia
83. 14 settembre 1992 – Stadio del Baseball, Firenze,  Italia
84. 16 settembre 1992 – PalaEur, Roma,  Italia
85. 17 settembre 1992 – PalaEur, Roma,  Italia
86. 19 settembre 1992 – Stadio Comunale, Cava dei Tirreni,  Italia
87. 22 settembre 1992 – Halle Tony Garnier, Lione,  Francia
88. 23 settembre 1992 – Halle Tony Garnier, Lione,  Francia
89. 25 settembre 1992 – Stade de Sapiac Montauban, Tolosa,  Francia
90. 26 settembre 1992 – Stade de Sapiac Montauban, Tolosa,  Francia
91. 28 settembre 1992 – Les Arènes, Nîmes,  Francia
92. 29 settembre 1992 – Les Arènes, Nîmes,  Francia
93. 30 settembre 1992 – Les Arènes, Nîmes,  Francia
94. 2 ottobre 1992 – Palau Sant Jordi, Barcellona,  Spagna
95. 3 ottobre 1992 – Palau Sant Jordi, Barcellona,  Spagna
96. 4 ottobre 1992 – Palau Sant Jordi, Barcellona,  Spagna
97. 6 ottobre 1992 – Plaza de Toros de Las Ventas, Madrid,  Spagna
98. 7 ottobre 1992 – Plaza de Toros de Las Ventas, Madrid,  Spagna
99. 9 ottobre 1992 – Estadio de la Romareda, Saragozza,  Spagna

## Scaletta
Secondo i dati forniti dal sito web specializzato setlist.fm, la seguente è stata la scaletta adottata più frequentemente durante l'On Every Street World Tour:
1. Calling Elvis
2. Walk of Life
3. Heavy Fuel
4. Romeo and Juliet
5. The Bug
6. Private Investigations
7. Sultans of Swing
8. Your Latest Trick
9. On Every Street
10. Two Young Lovers
11. Tunnel of Love
12. Telegraph Road
13. Money for Nothing
14. Brothers in Arms
15. Solid Rock
16. Wild Theme

Tra le canzoni suonate nel corso della tournée figurano anche i seguenti brani:
- Planet of New Orleans
- Iron Hand
- I Think I Love You Too Much
- You and Your Friend
- Fade to Black
- Setting Me Up
- The Long Highway
- Portobello Belle
- Why Worry
- When It Comes to You